# Amíantos
Amíantos är en ort i Cypern.   Den ligger i distriktet Eparchía Lemesoú, i den centrala delen av landet, 50 km sydväst om huvudstaden Nicosia. Amíantos ligger 984 meter över havet och antalet invånare är 229. Den ligger på ön Cypern.
Terrängen runt Amíantos är huvudsakligen kuperad, men åt nordväst är den bergig.Trakten runt Amíantos är glesbefolkad, med 14 invånare per kvadratkilometer. Närmaste större samhälle är Peléndri, 3,8 km sydost om Amíantos. 